# Arbutus andrachne
Arbutus andrachne, denumit în mod obișnuit Arborele grecesc de căpșuni, este un arbust veșnic verde sau un copac  mic din familia Ericaceae, originar din regiunea mediteraneană și Orientul Mijlociu.
Etimologia numelui speciei corespunde cuvântului din greaca veche ἀνδράχνη, însemnând „căpșuni sălbatice”, și se referă la numele comun al copacului și la fructele sale.

## Descriere
Arbutus andrachne poate atinge o înălțime de aproximativ 12 metri.Scoarța netedă se exfoliază în timpul verii, lăsând un strat cu o culoare verde fistic, care se schimbă treptat la un frumos maro portocaliu. Florile înfloresc primăvara și sunt albe sau galbene. Fructele sale se coc toamna, iar când sunt lăsate să se usuce într-un loc răcoros, sunt consumate ca bomboane dulci.
Potrivit unui studiu realizat de Alzoubi, antioxidanții fructului A. andrachne conțin o varietate de substanțe chimice care au un efect defensiv împotriva tulburărilor de memorie în care antioxidanții normalizează tulburările de memorie pe termen lung și scurt cauzate de privarea de somn.

## Horticultură

### Hibrizi
- Arbutus x andrachnoides Link, 1821 este un hibrid între A. andrachne și A. unedo.[6][7]
- Arbutus x thuretiana Demoly, nothosp. nov. este un hibrid între A. andrachne și A. canariensis".[6] Numit după Gustave Thuret, este naturalizat la Grădina botanică  de la Villa Thuret.[8] A. x thuretiana este renumit pentru scoarța sa perfect netedă, roșiatic-maronie, exfoliindu-se primăvara pentru a arăta o scoarță nouă, surprinzător de verde-fistic, care se întunecă treptat și devine din nou roșiatică.[6]

### Istoria grădinii
Arbutus andrachne a fost raportat de Peter Collinson că a înflorit prima dată în Anglia, în Grădina botanică extinsă a dr. John Fothergill și serele de la Upton House, Essex (acum West Ham Park), în 1765.

## Galerie

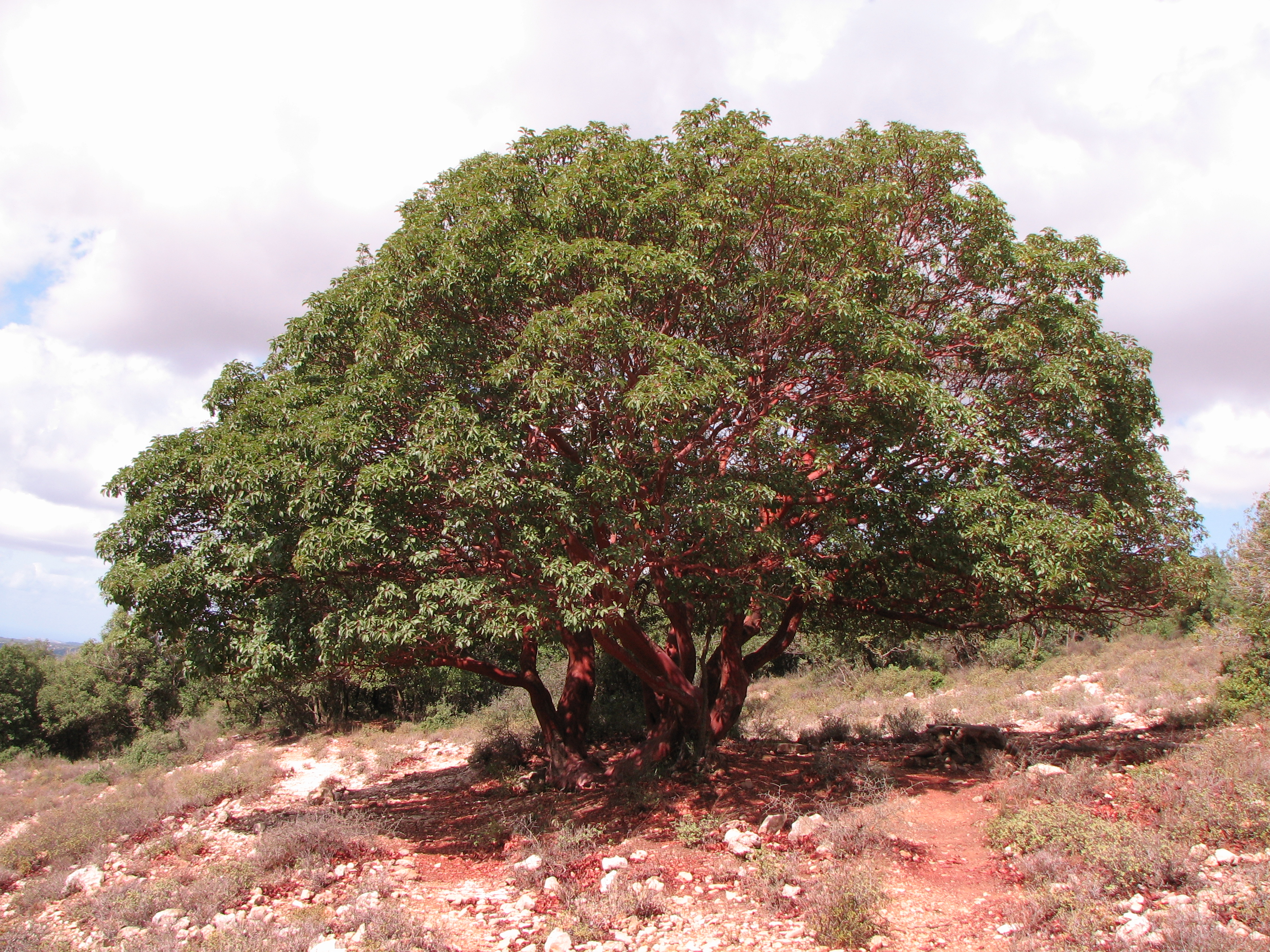
Plantă de Arbutus andrachne
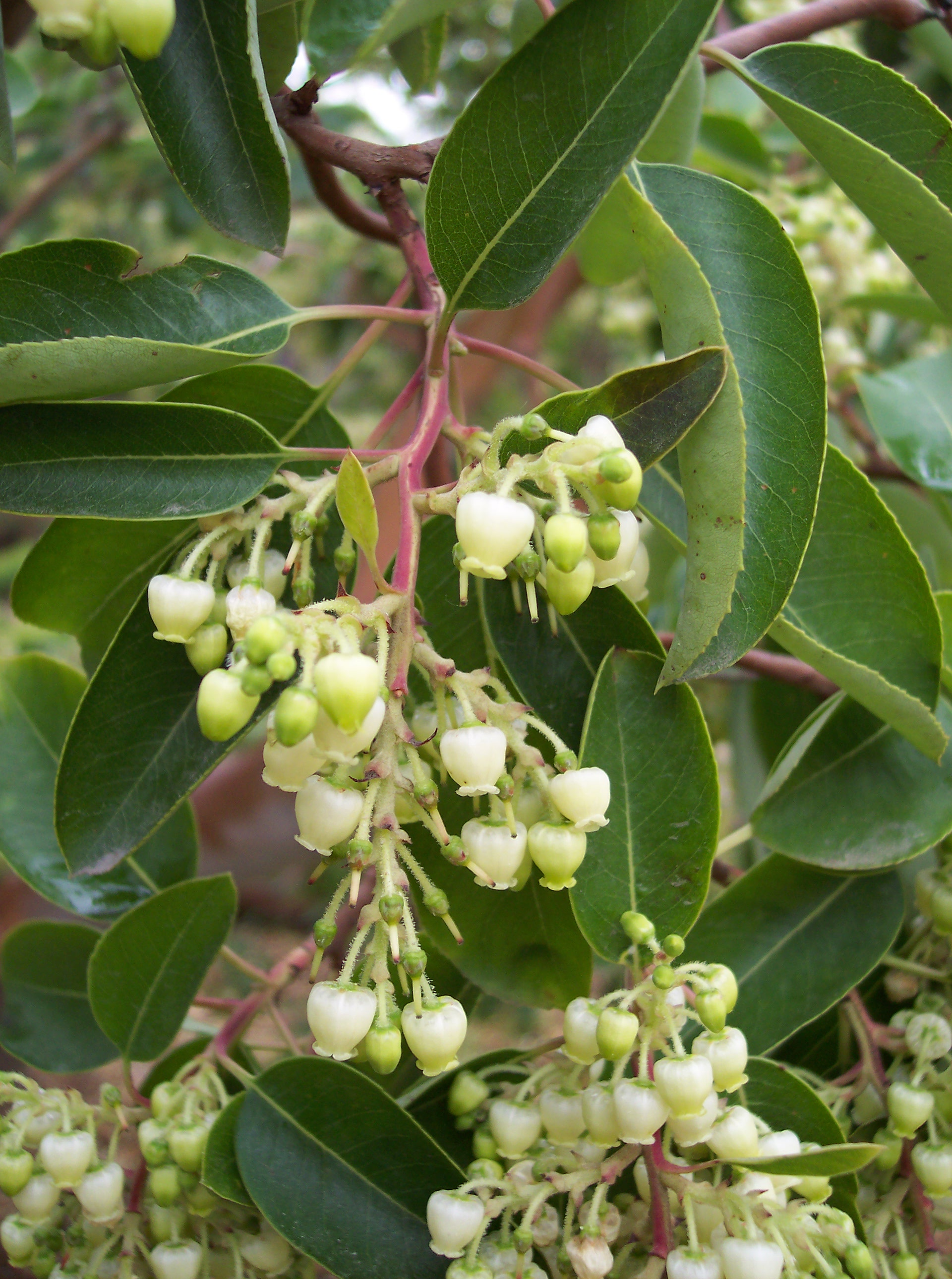
Flori și frunze
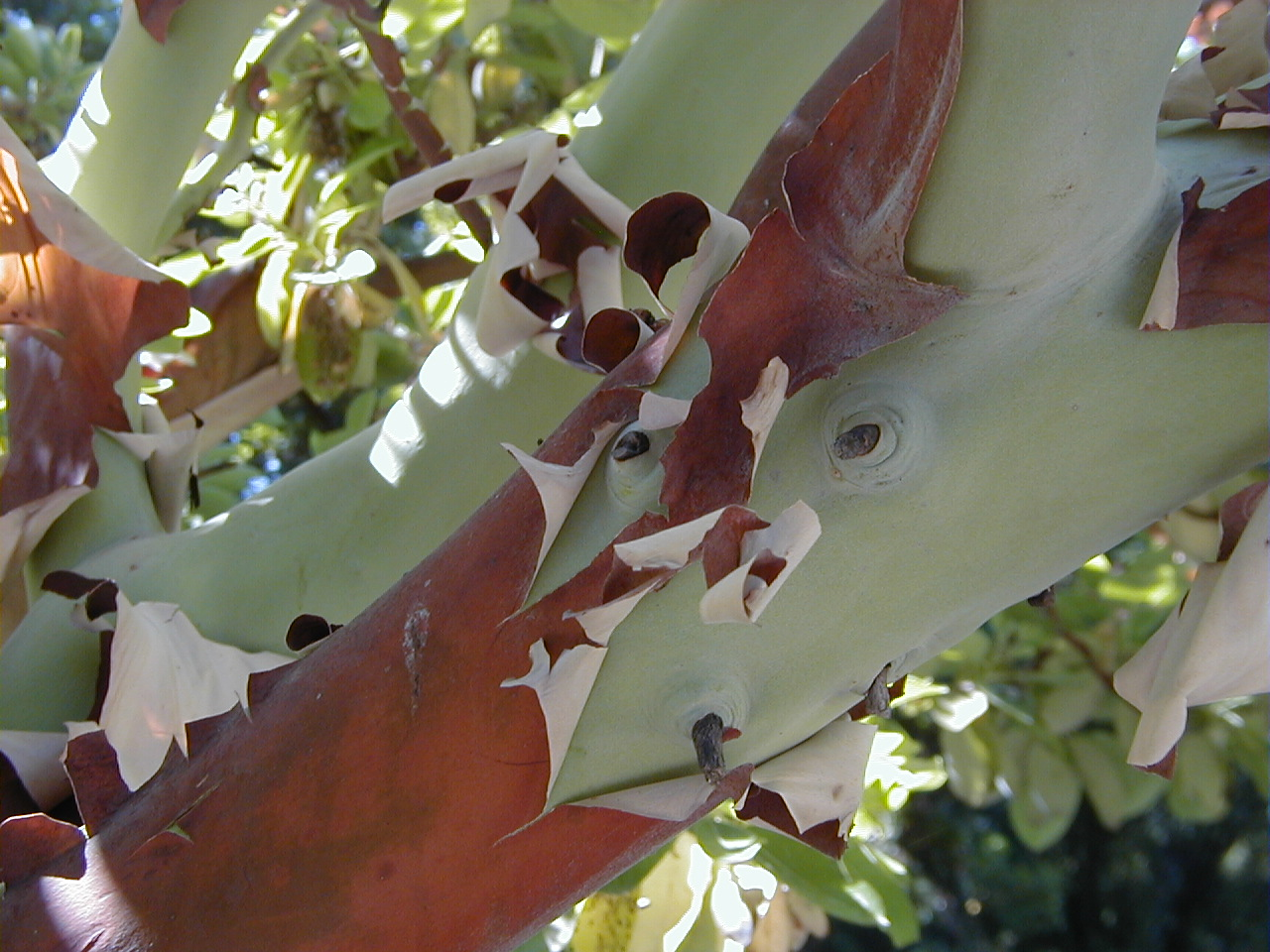
Scoarță
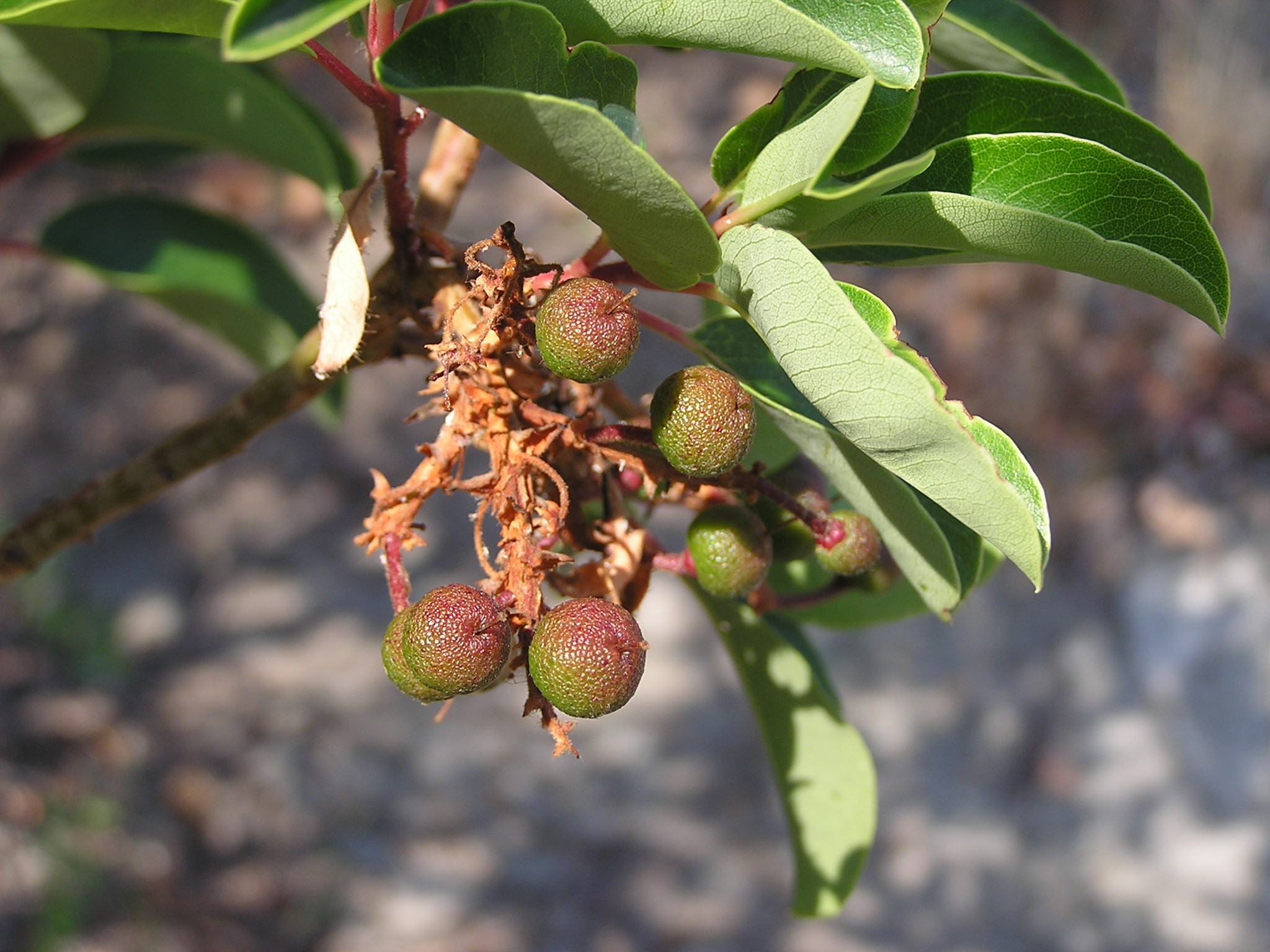
Fructe
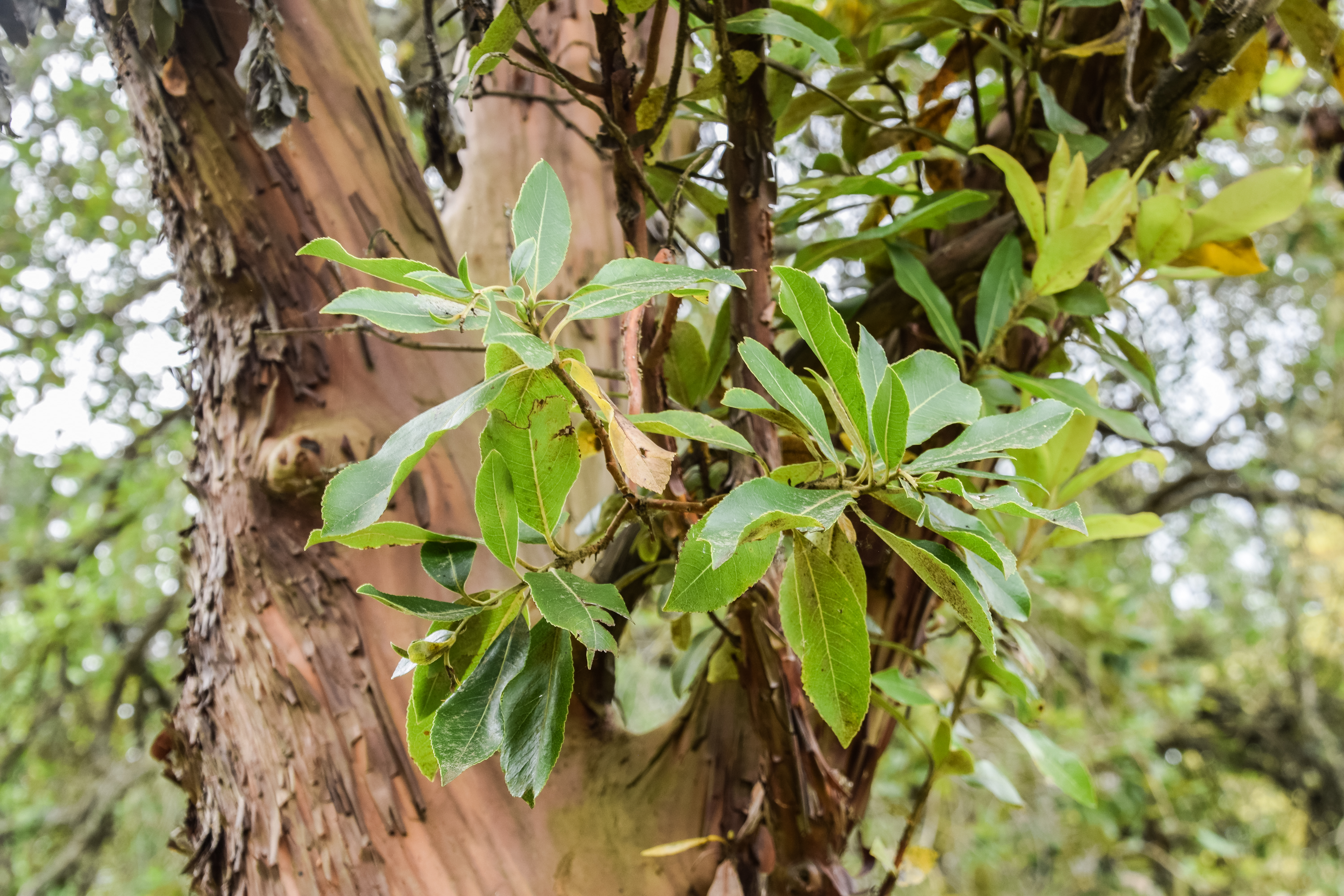
Hibridul  Arbutus x andrachnoides
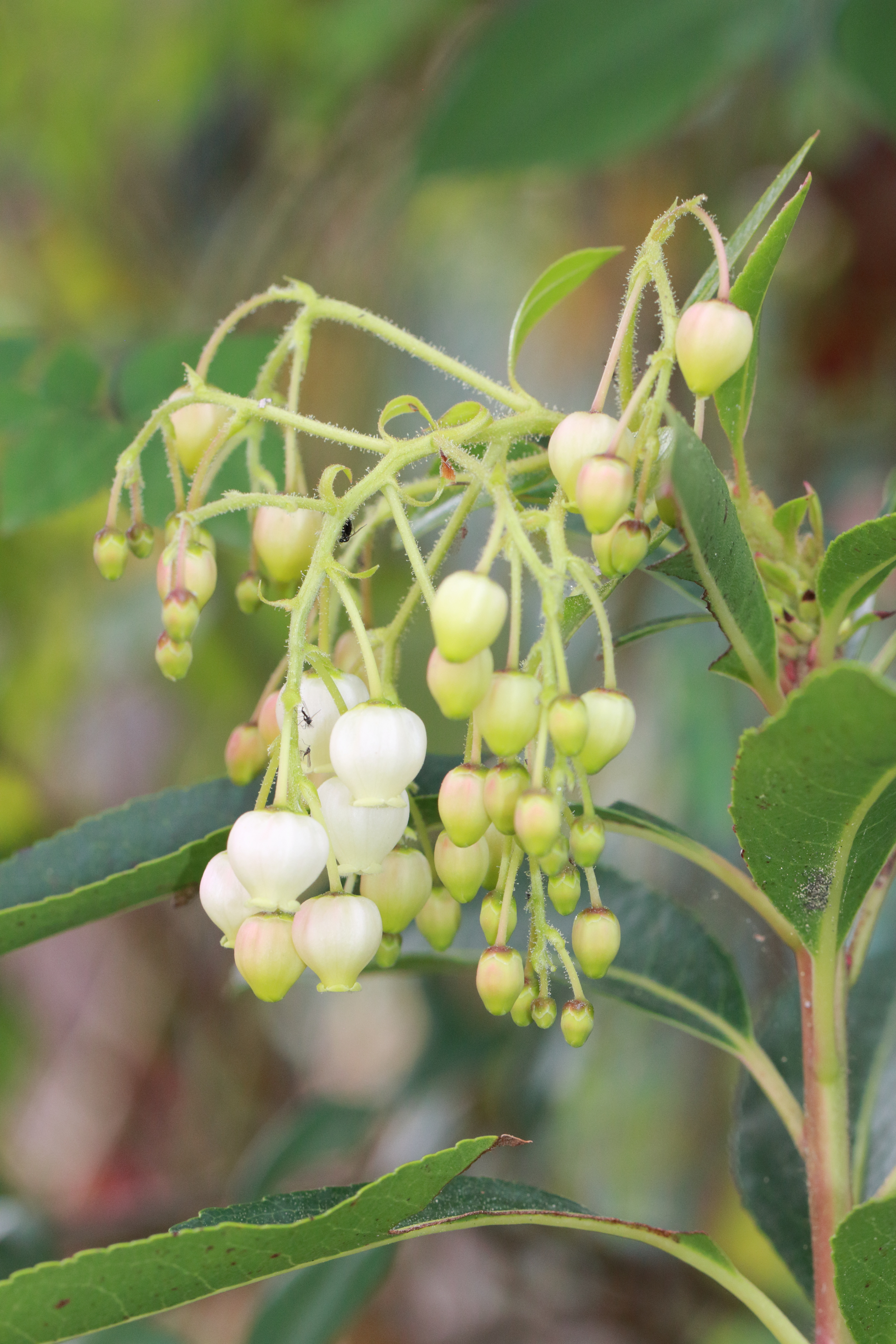
Hibridul Arbutus x thuretiana